# Ñapanga
La ñapanga es la denominación que recibe la mujer mestiza de los municipios Pasto y Popayán, en el sur de Colombia y en la región de Quito, Ecuador.

## Etimología
El término Ñapanga es una deformación del original llapanga, llapanfu o llapangu; voz quechua que significa “descalza”, nominativo aplicado a la “mujer del pueblo”.
En Quito se la llamaba también bolsicona.

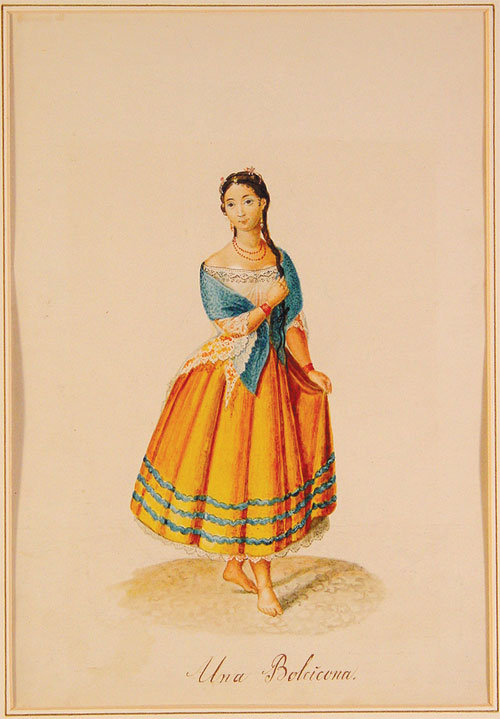
Llapanga o Bolsicona de Quito- Acuarela de Ernesto Charton de Treville, 1867.

## Indumentaria

### Ñapanga de Quito
El artista viajero francés Ernesto Charton de Treville que visitó Ecuador a mediados del siglo XIX y dejó su versión pictórica del personaje, también describe su atuendo:
Blusa o camisa: de algodón con bordes recamados en algodón rojo o azul.
Falda: o bolsicón, de bayeta o tejido de lana grosera, corta mostrando las piernas.
Chal: de felpa.
Calzado: característicamente no llevaba ninguno y mantenía sus pies muy limpios y sonrosados.

### Ñapanga de Pasto
Se caracteriza por llevar un vestuario vistoso y único, típico de la zona andina surcolombiana, en el que se destacan materiales abrigados o telas pesadas para contrarrestar el clima y que consta de las siguientes prendas:
El follado: También llamado "bolsicón" por el gran bolsillo que tiene. Consiste en una falda en bayeta de lana de colores fuertes, plegada en la cintura, terminada por una cenefa de terciopelo de un tono más subido que el de la bayeta. Lleva también terciopelo en los bordes de las aberturas laterales y en la del bolsillo.
Enagua de lana tejida en crochet.
Blusa de raso brillante, de colores variados, de estilo ajustado al talle, con cuello alto y manga larga.
Pañolón: chal de tela de lana con flecos en seda brillante del mismo tono de la tela tejidos en macramé . Si es negro los bordados son de colores vivos. 
El tocado de la cabeza es comúnmente un lazo de cinta en forma de rosa, peinetas y lazos que rematan las trenzas del cabello  que es el tipo de peinado más frecuente y característico.
Alhajas: Zarcillos, collares y cruz en gargantilla de cinta, fabricados en filigrana de oro.
Calzado: Alpargatas de fique sin trabilla y con capellada de terciopelo.

### Ñapanga de Popayán
La ñapanga payanesa se caracteriza por un atuendo consistente en:
Falda amplia de bayeta de confección indígena de color rojo, verde, azul oscuro, fucsia, negro o morado y adornadas con un  cintas de seda, de vistosos colores. para ceñir en la cintura puede llevar un "chumbe" o cinturón de lana tejida.
Blusa que se elabora generalmente en olan de lino, con adornos de tul, guarnecidos con cintas de seda y bordados coloridos.
Enaguas de bordes de letines o con cenefas bordadas, han sido hechas también en géneros de algodón o de lino. 
Chalina de tela delgada. 
Peinado: Las trenzas también lucen cintas.
Alhajas: aretes y pendientes de oro o plata.
Calzado: Cuando no va descalza lleva alpargatas sin trabilla en el talón. Es característico que tenga la planta del pie pintada de color rosado fuerte, según parece, con sentido mágico, como "contra" para la mordedura de culebras.

## Contexto social
La ñapanga representó en un principio la clase popular y la cultura mestiza. Originalmente, las ñapangas o bolsiconas se dedicaban a labores como el bordado y la modistería, o a la atención de la tienda o pulpería, donde se ofrecían artículos de primera necesidad. Algunas, se hacían célebres por su gracia y belleza  así como por sus costumbres muy alegres y liberadas para la época, bordeando el límite de la prostitución, siendo esta la impresión que se llevaron algunos viajeros extranjeros.
La tradición señala que en San Juan de Pasto una ñapanga inspiró la canción "La Guaneña" que es casi el himno de la región desde el siglo XIX y tonada del carnaval de negros y blancos, interpretada en ritmo de bambuco. 
En Quito, Manuela Sáenz, la amante de Simón Bolívar, como parte de las extravagancias con que escandalizaba a sus contemporáneos, se disfrazaba de ñapanga y bailaba una danza que en ese tiempo denominaban también como "ñapanga" calificada por el Obispo de Quito como obscena.
Con el tiempo, de la ñapanga o bolsicona solo ha quedado su imagen como representación arquetípica folclórica  y original más que su presencia real en la sociedad. Actualmente su imagen se ve en Popayán participando de las procesiones de la Semana Santa de Popayán generalmente como sahumadoras  y en Pasto es personaje infaltable o ícono folclórico en los eventos del carnaval de negros y blancos.